# You Problem
«You Problem» — английская песня южнокорейского хип-хоп бойз-бэнда Monsta X, вышедшая 10 декабря в один день с вторым английским альбомом группы The Dreaming.

## Выход и продвижение
20 октября 2021 года, группа показала трек-лист для своего второго англоязычного альбома The Dreaming. 10 декабря в один день с выходом трека, вышла экранизация в виде клипа на песню.

## Видеоклип

Кадр из клипа «You Problem», в его цветовой гамме преобладают яркие оттенки

Клип на «You Problem» вышел на официальном YouTube-канале группы 10 декабря, продолжительность составляет 3 минуты 43 секунды. Большая часть клипа сопровождается с яркими неоновыми цветами, передающий атмосферу 80-х годов. Участники группы работают в боулинг-клубе: Ю Кихён подметает дорожки для метания мячей, Ли Минхёк протирает сами шары для игры в боулинг, Чё Хёнвон дезинфицирует обувь, Ли Чжухон и Им Чангюн вместе работают за диджейской стойкой.

## Композиция
Песня написана в жанре данс-поп. В композиции присутствуют синтезаторные биты, гитарные риффы; как и клип, трек был написан в стиле эры диско 80-х годов. В «You Problem» поётся о чувствах между двумя влюбленными людьми, Rolling Stone называет это чувство игривым.

## Чарты
| Чарты (2021)                                      | Высшая позиция |
| ------------------------------------------------- | -------------- |
| Top Triller U.S (Billboard)                       | 6              |
| Hot Trending Songs Powered by Twitter (Billboard) | 19             |